# Paul Fjelde
Paul Fjelde, né le 12 août 1892 et mort le 3 mai 1984, est un sculpteur américain.
Né à Minneapolis, Minnesota, il était fils de Jacob Fjelde, lui aussi sculpteur, originaire de Norvège.

## Galerie

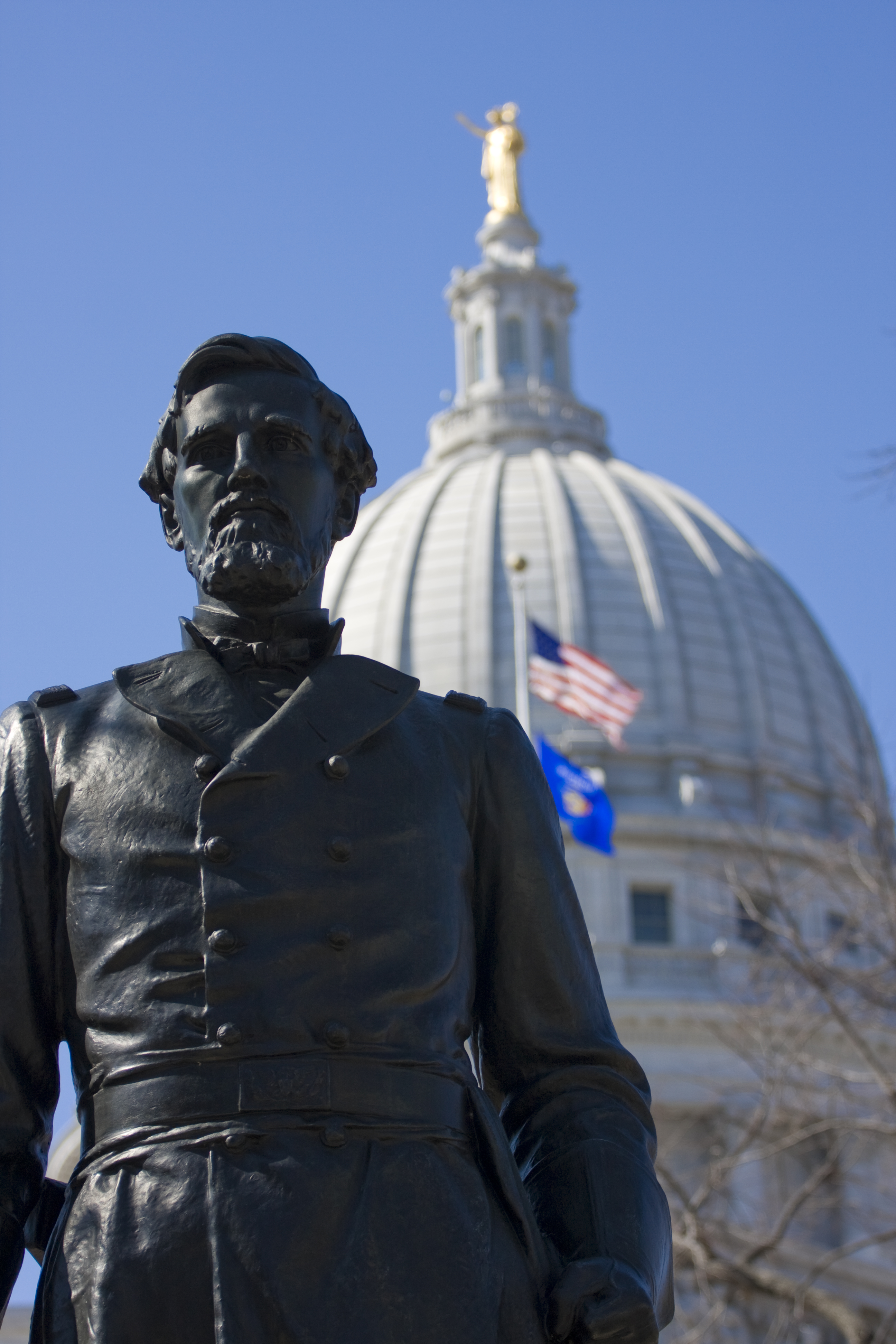
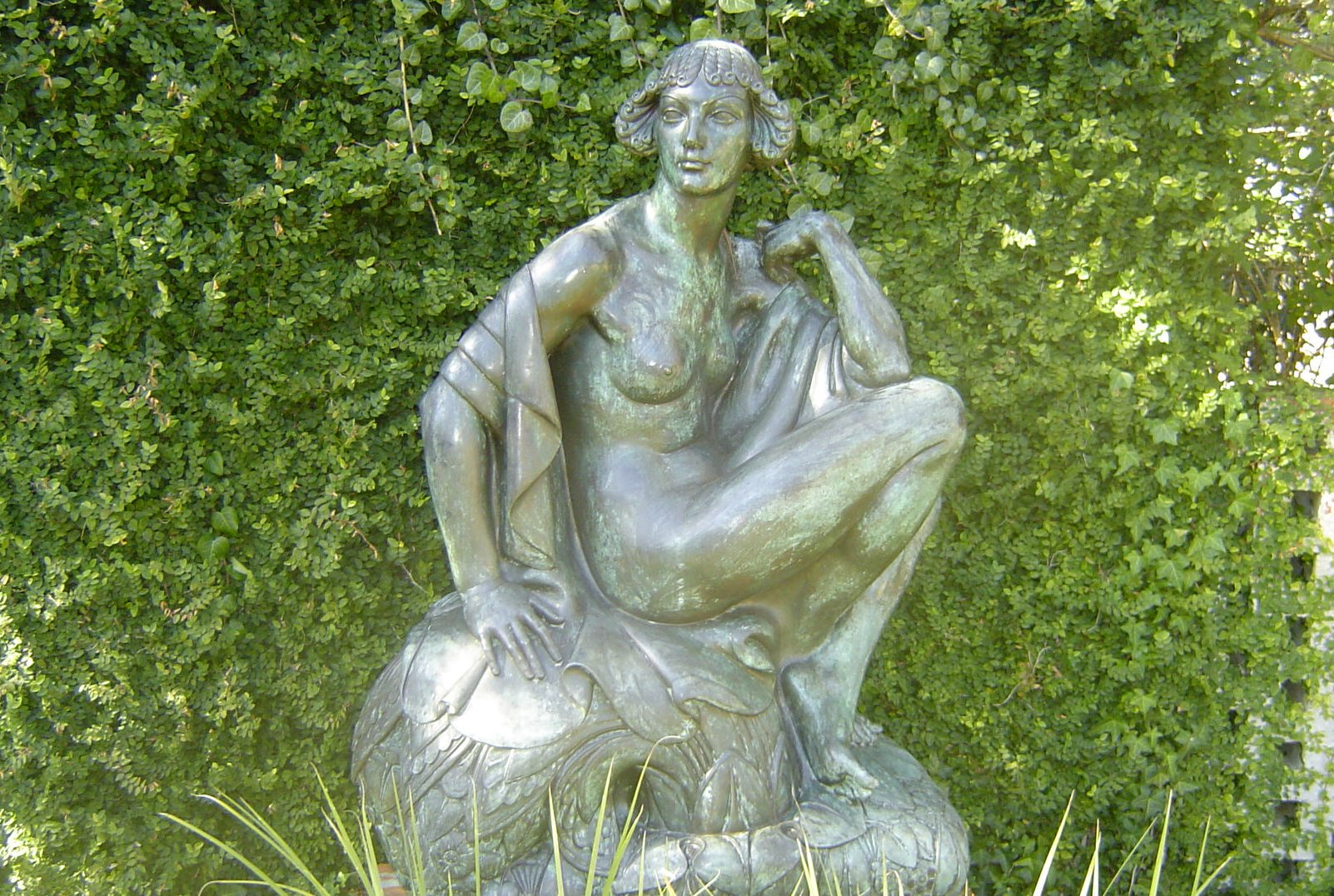
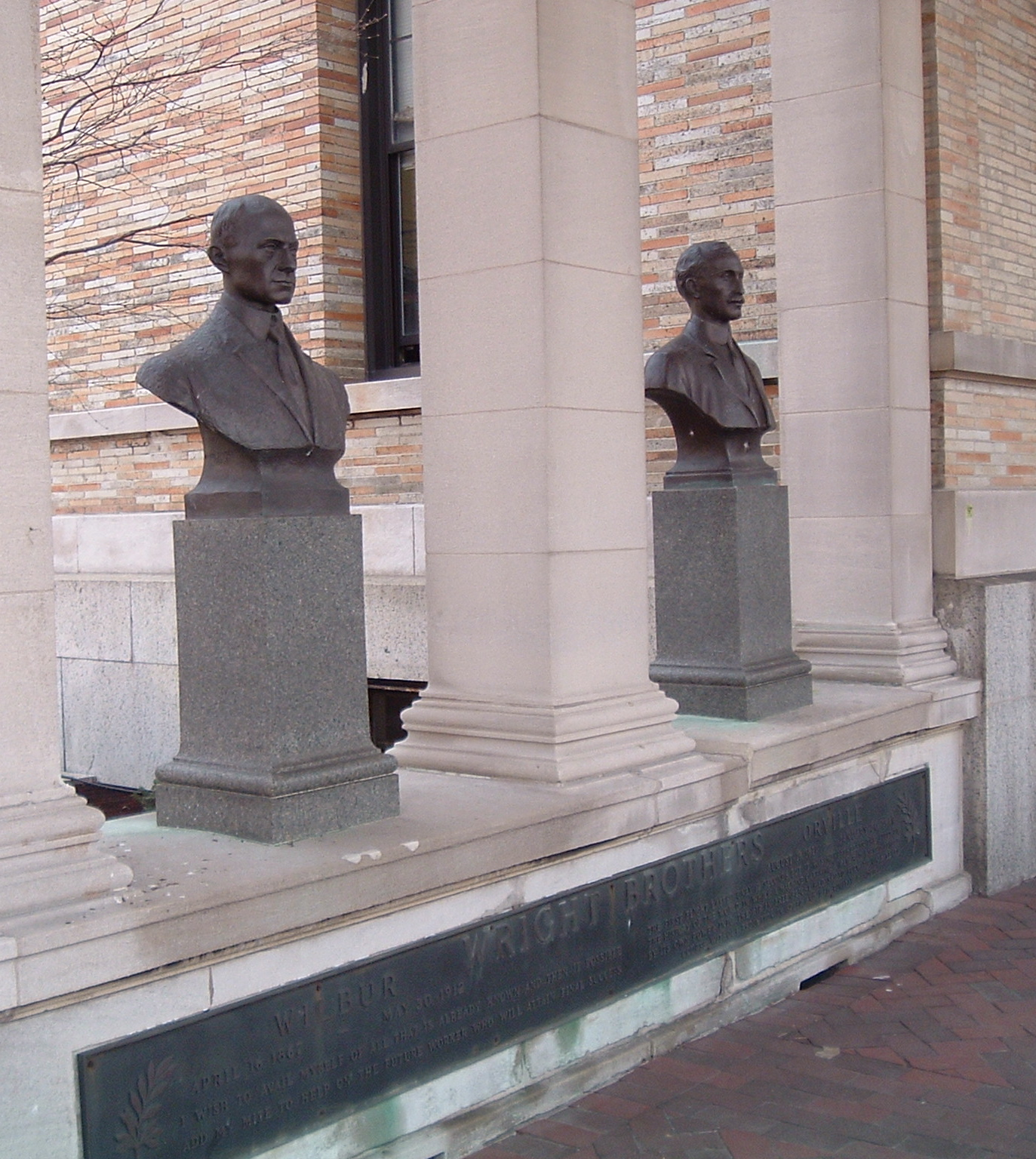
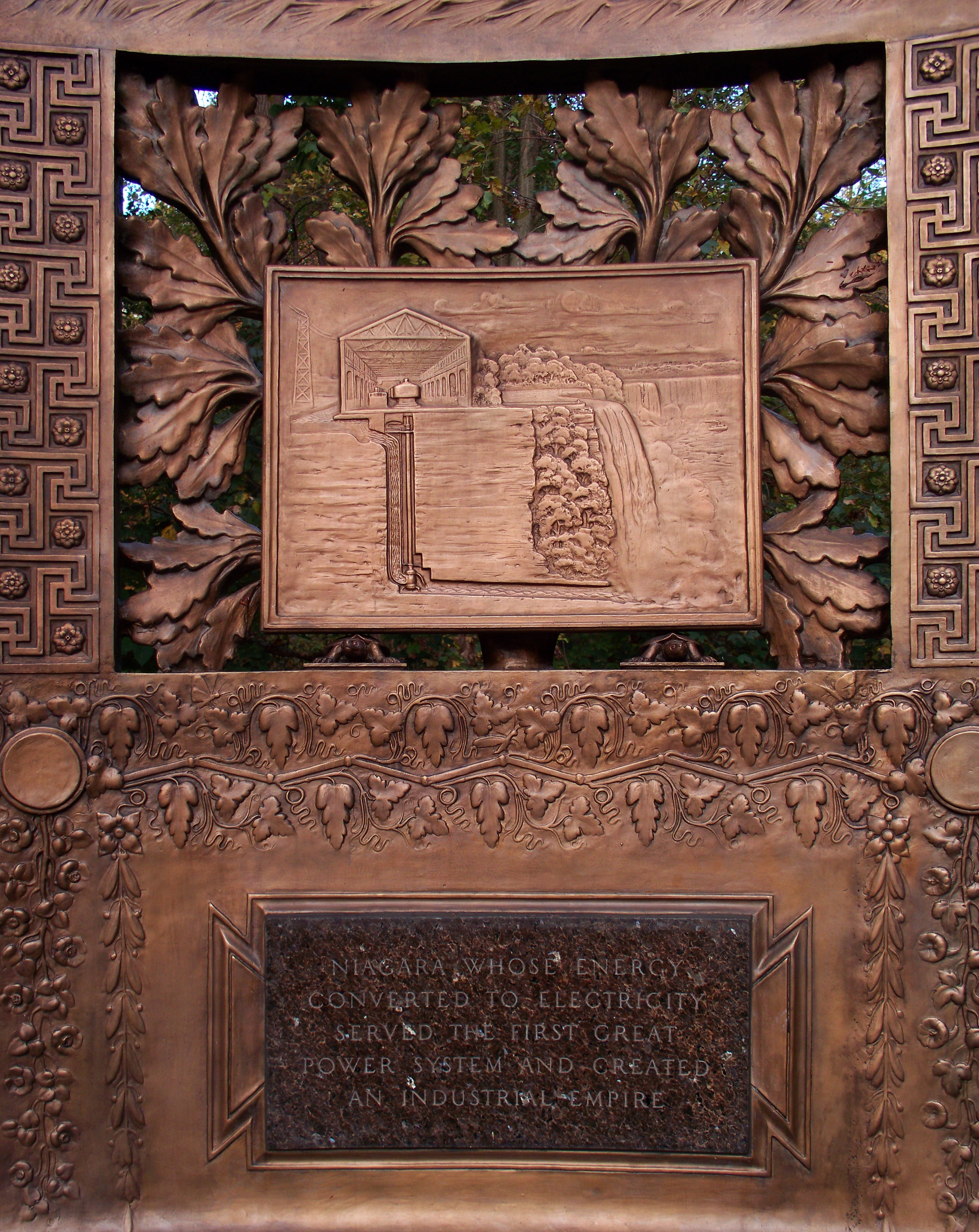
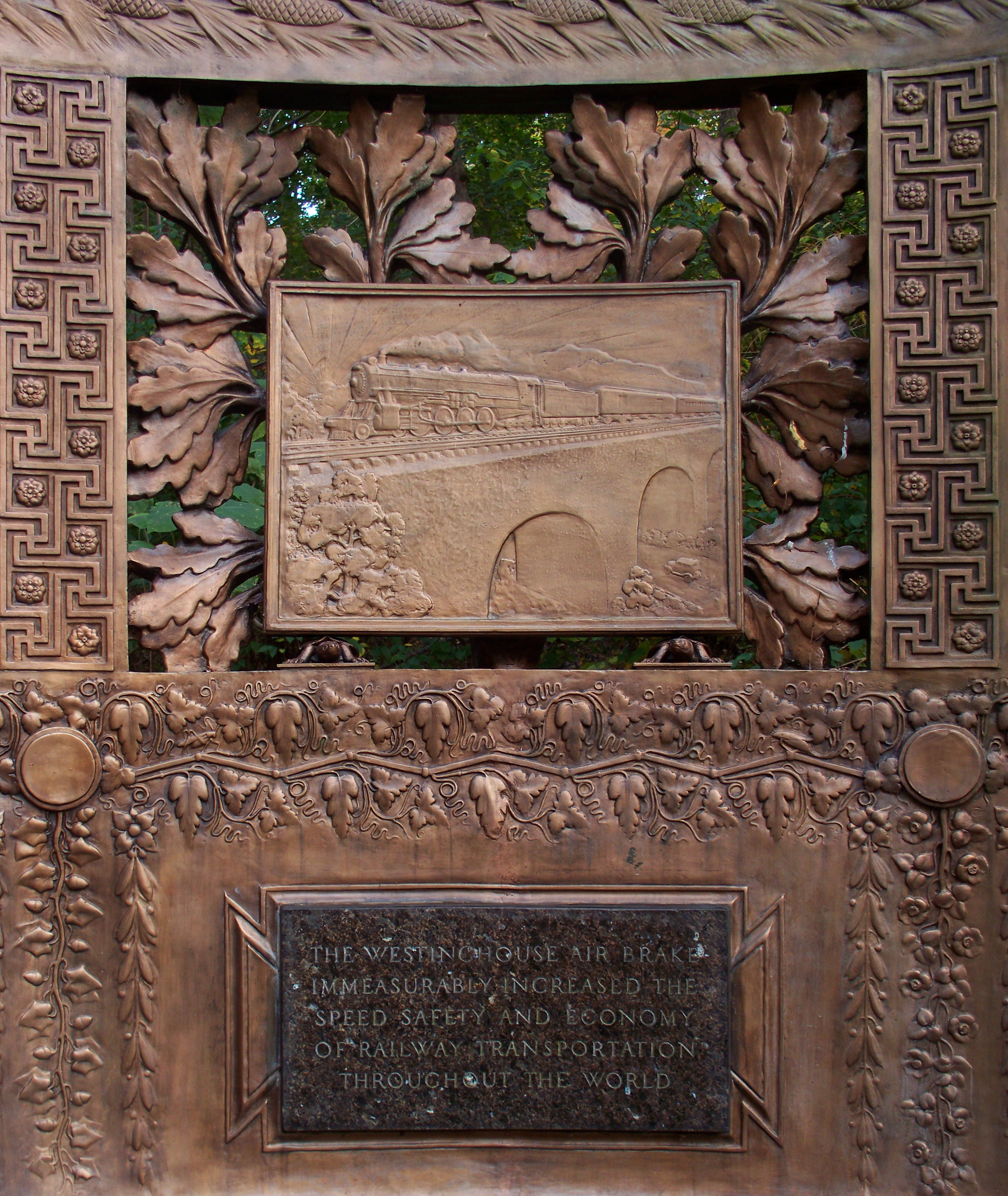
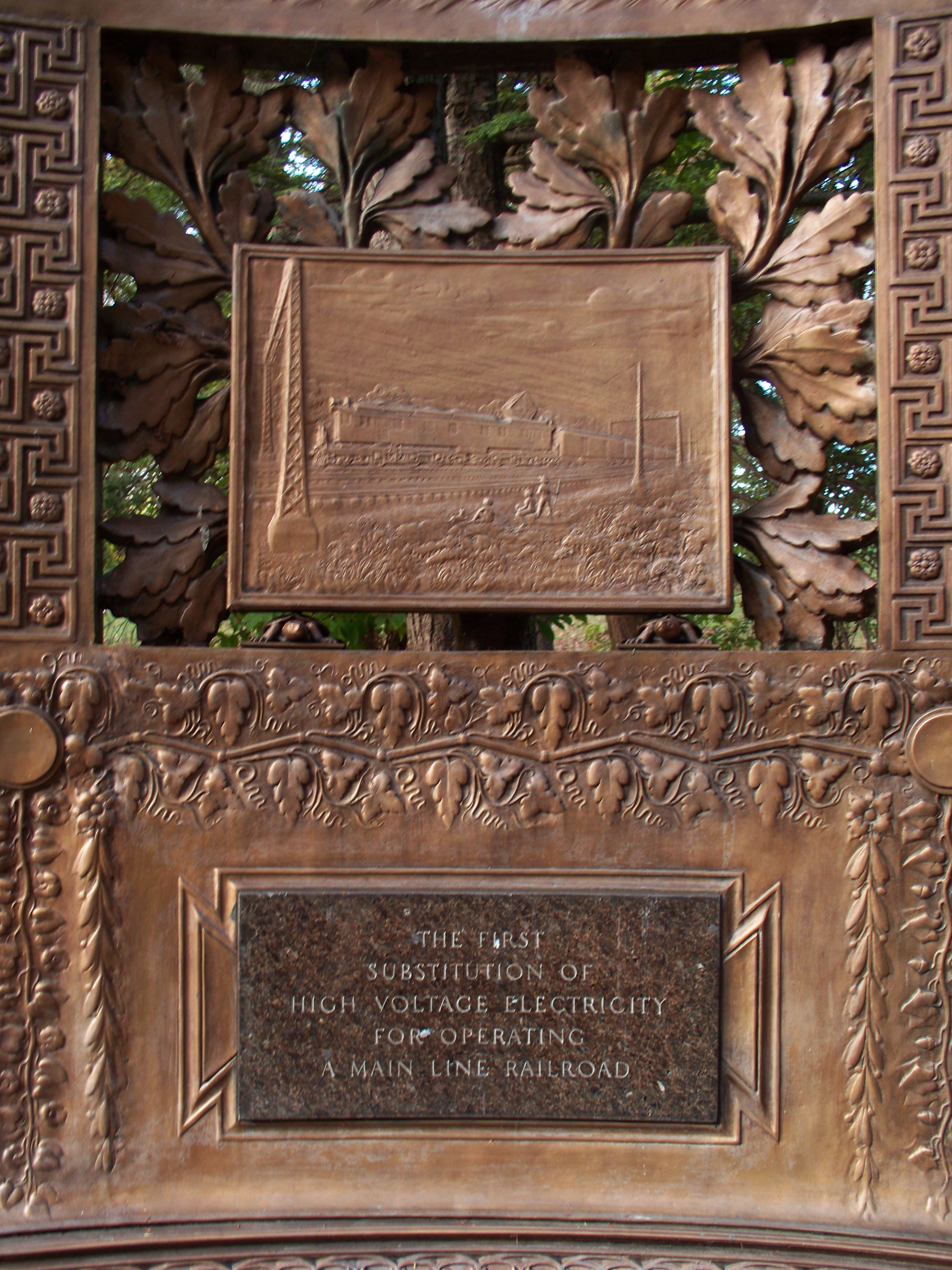
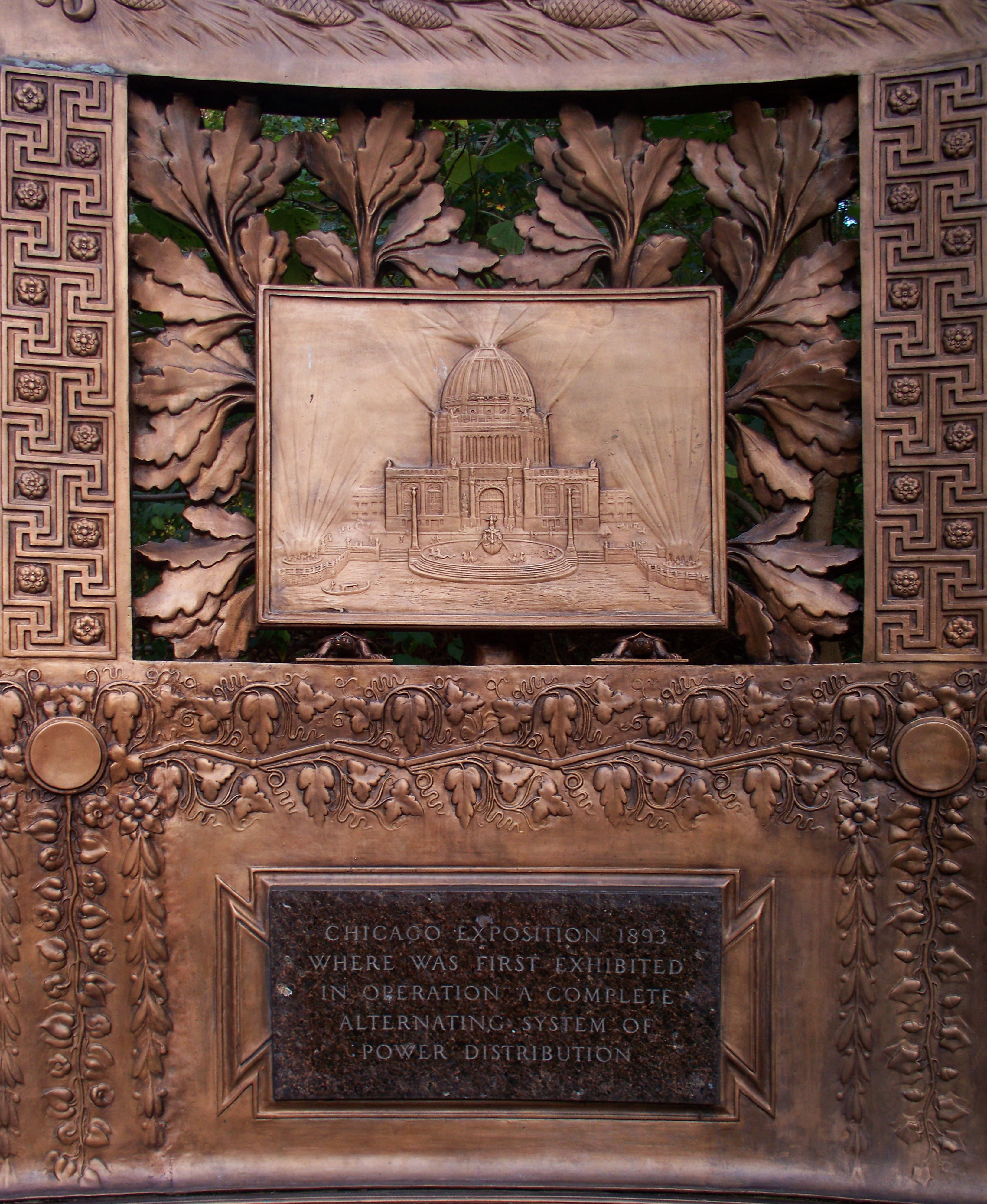
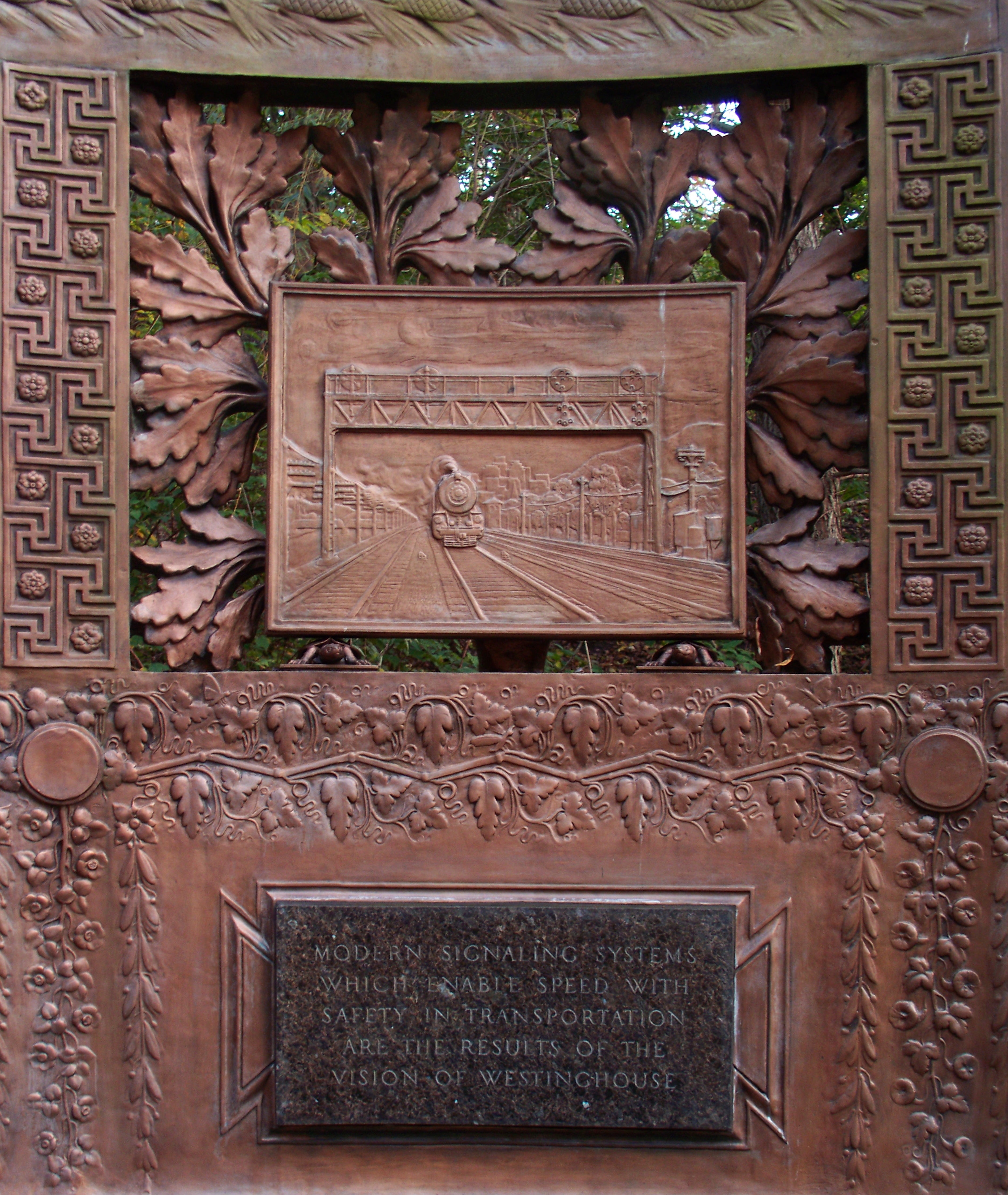
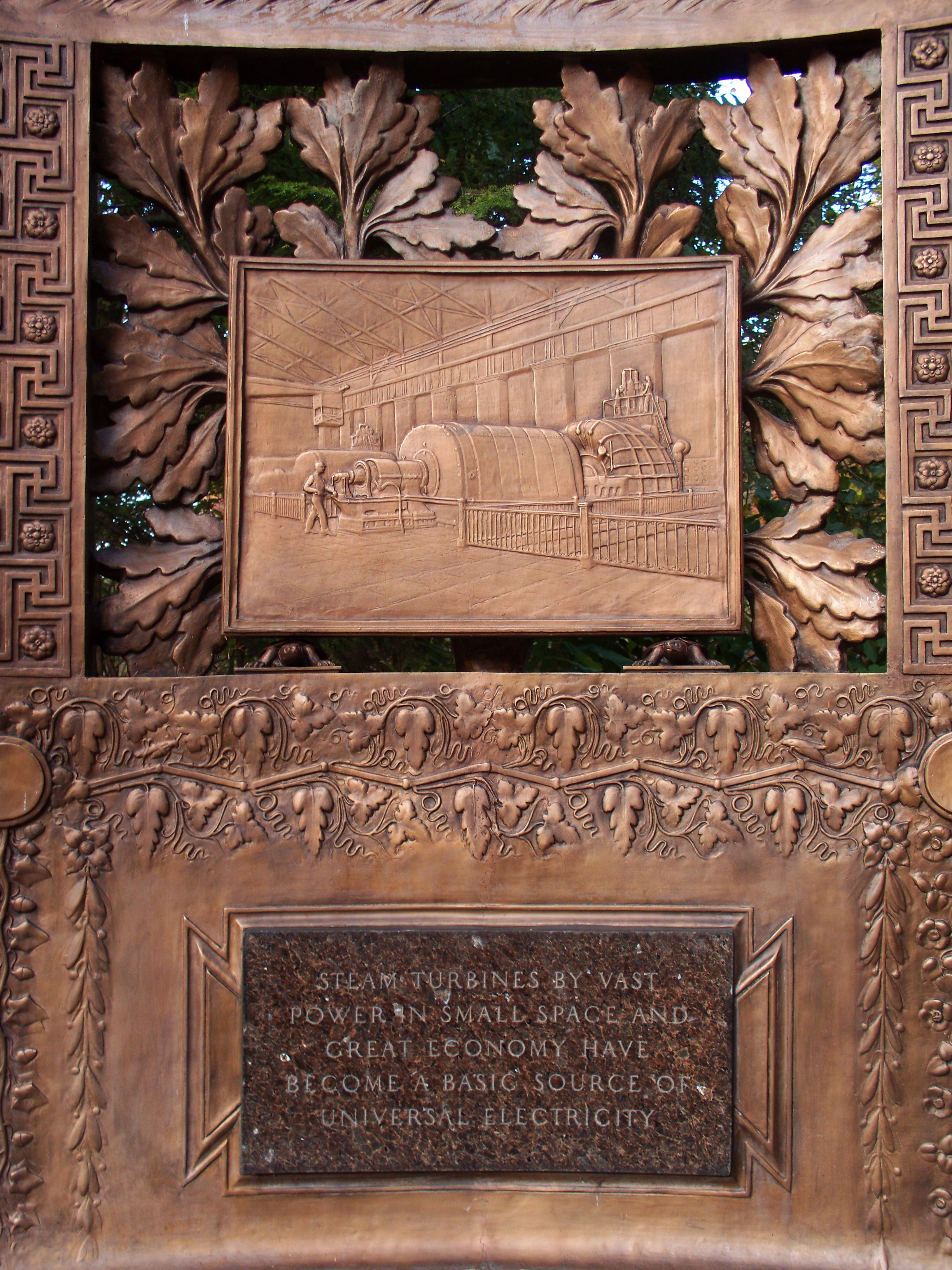